# Кристоф Леметр
Кристоф Леметр (фр. Christophe Lemaitre; Анси, Француска, 11. јун 1990) је француски атлетичар, спринтер, који се такмичи у дисциплинама 60, 100 и 200 метара.

## Каријера
На светском јуниорском првенству 2008. победио је у трци 200 метара, са оствареним резултатом 20.83 секунди. На европском првенству за јуниоре у Новом Саду 2009. победио је у дисциплини 100 метара. Ту деоницу је истрчао за 10.04 секинди и тиме поставио нови европски јуниорски рекорд.
У првој трци на отвореном у 2010. истрчао је 100 метара за 10.09 секунди у Екс ле Бену. На екипном првенству Француске, маја 2010. у Франконвилу, поставио је свој лични рекорд на 100 метара. Његов најбољи резултат је износио 10.03. Изјавио је после трке да је разочаран јер није успео да обори национални рекорд, који је држао Роналд Поњон, у времену 9.99 секунди. Поново је покушао да обори рекорд на екипном првенству Европе. Трку је завршио као другопласирани иза Двејна Чемберса, и поред тога што је поправио свој најбољи резултат на 10.02.
Постао је први белац који је 100 метара трчао испод 10 секунди. То је учинио 9. јула 2010. када је истовремено поставио и нови рекорд Француске, који сада износи 9.98 секунди. Одмах сутрадан је изједначио и национални рекорд на 200 метара, који је држао Жил Канерв, у времену 20.16.
На Европском првенству 2010. у Барселони, освојио је златну медаљу у две спринтерске дисциплине. Прво је тријумфовао на 100 метара, 28. јула оствареним резултатом 10.11. У трци на 200 метара победио је 30. јула, након неизвесног финиша у којем је био бржи од Британца Кристијана Малкома за једну стотинку. Победничко време је износило 20.38 секунди. Треће злато на овом првенству, освојио је са репрезентацијпм Француске у штафети 4 х 100. Французи су тада били бољи од Италије и Немачке, оствареним временом од 38.11 секунди. Леметр је тада трчао као друга измена.

## Лични рекорди

### На отвореном
| Дисциплина | Резултат | Датум         | Место  | Белешка |
| ---------- | -------- | ------------- | ------ | ------- |
| 100 метара | 9.98 с   | 9. јул 2010.  | Валанс | НР      |
| 200 метара | 20.16 с  | 10. јул 2010. | Валанс | НР      |

### У дворани
| Дисциплина | Резултат | Датум             | Место  |
| ---------- | -------- | ----------------- | ------ |
| 60 метара  | 6.55 с   | 13. фебруар 2010. | Обијер |
| 200 метара | 20.83 с  | 14. фебруар 2010. | Обијер |